# الیاس ایلبی
الیاس ایلبی (انگلیسی: İlyas İlbey؛ زادهٔ ۳ مارس ۱۹۶۰) بازیگر سینما اهل ترکیه است.